# Glenn Kobussen
Glenn Kobussen (Deventer, 18 juni 1989) is een Nederlandse voetballer. Hij speelt bij HHC Hardenberg. Kobussen speelde in Oranje-onder-16, -onder-17 en -onder-18.
Kobussen maakte zijn debuut in het betaald voetbal op 4 februari 2009 tijdens de Eredivisie-wedstrijd Feyenoord-Sparta Rotterdam. Hij verving in deze wedstrijd in de 82e minuut Karim El Ahmadi. Hij kopte in de slotminuut van zijn debuutwedstrijd een bal van de doellijn, waardoor de 1-0-voorsprong behouden bleef.
Op 30 maart maakte Feyenoord bekend dat het de contracten van Van Stee, Barends en Kobussen niet verlengde. Kobussen is de enige van het drietal die ooit in het eerste gespeeld heeft.
Op 30 mei 2009 werd bekend dat Kobussen vanaf seizoen 2009-2010, vooralsnog op amateurbasis, in zijn geboortestad bij de Go Ahead Eagles ging spelen. Kobussen debuteerde op 30 oktober 2009 tijdens de uitwedstrijd tegen FC Volendam. Hij verving in de 87e minuut Kari Arkivuo bij een stand van 2-6, wat tevens de eindstand was.
Sinds 2012 speelt Kobussen voor HHC Hardenberg.

## Statistieken
| Seizoen            | Club            | Competitie     | Wedstrijden | Doelpunten | Assists |
| ------------------ | --------------- | -------------- | ----------- | ---------- | ------- |
| 2008/09            | Feyenoord       | Eredivisie     | 1           | 0          | 0       |
| 2009/10            | Go Ahead Eagles | Eerste divisie | 4           | 0          | 0       |
| 2010/11            | Go Ahead Eagles | Eerste divisie | 7           | 0          | 0       |
| 2011/12            | Go Ahead Eagles | Eerste divisie | 1           | 0          | 0       |
| Topklasse zaterdag | HHC Hardenberg  | Topklasse      |             |            |         |
| Totaal             |                 |                | 13          | 0          | 0       |